# Thomas H. Moodie
Thomas Hilliard Moodie, född 26 maj 1878 i Winona, Minnesota, död 3 mars 1948 i Spokane, Washington, var en amerikansk demokratisk politiker. Han var guvernör i delstaten North Dakota från 7 januari till 2 februari 1935.
Moodie arbetade som journalist i Minnesota och som bromsman på ett järnvägsbolag. Han fortsatte sedan sin karriär som journalist i North Dakota.
I guvernörsvalet 1934 vann Moodie mot William Langers hustru Lydia Cady Langer. Motkandidatens make guvernör Langer hade blivit avsatt några månader tidigare.
Efter några veckor som guvernör avsattes även Moodie i och med att han bevisligen hade röstat i ett val i Minnesota så sent som 1932. Enligt lagen som avgjorde Moodies politiska öde måste guvernören ha varit fast bosatt i North Dakota i fem år före ämbetstillträdet.
Moodie avled 1948 i Spokane och gravsattes på Woodlawn Cemetery i Winona, Minnesota.